# Förvaltningsrätten i Göteborg
Förvaltningsrätten i Göteborg är en förvaltningsdomstol, som har ersatt Länsrätten i Göteborg och Länsrätten i Hallands län och dömer i förvaltningsmål i första instans. Till domkretsen hör även vissa kommuner som tidigare hört till Länsrätten i Vänersborgs domkrets. Till domkretsen hör även beslut fattade av svenska utlandsmyndigheter i hela världen.
Förvaltningsrätten i Göteborg är även migrationsdomstol, tillsammans med förvaltningsrätterna i Stockholm, Malmö och Luleå.

## Domkrets
Förvaltningsrättens domkrets består av Hallands län och Ale, Alingsås, Bengsfors, Dals-Eds, Färgelanda, Göteborgs, Härryda, Kungälvs, Lerums, Lilla Edets, Lysekils, Melleruds, Munkedals, Mölndals, Orusts, Partille, Sotenäs, Stenungsunds, Strömstads, Tanums, Tjörns, Trollhättans, Uddevalla, Vänersborgs, Åmåls och Öckerö kommuner i Västra Götalands län.
När Förvaltningsrätten i Göteborg dömer som migrationsdomstol är domkretsen en annan. Domkretsen är då Västra Götalands län, Hallands län, Värmlands län och Örebro län.

## Fotnot
1. ↑  5 § Förordningen (1977:937) om allmänna förvaltningsdomstolars behörighet m.m. i dess lydelse från den 15 februari 2010, förordning 2009:872